# Дієго Россі
Дієго Россі (ісп. Diego Rossi, нар. 5 березня 1998, Монтевідео) — уругвайський футболіст, нападник клубу МЛС «Коламбус Крю» та національної збірної Уругваю.

## Клубна кар'єра
Народився 5 березня 1998 року в місті Монтевідео. Вихованець юнацьких команд футбольних клубів «Ель-Куесо», «Уругвай Солімар» та «Пеньяроль».
20 квітня 2016 року дебютував за основний склад «Пеньяроля» в матчі групового етапу Кубка Лібертадорес проти перуанського клубу «Спортінг Крістал» у віці 18 років і 45 днів. Незважаючи на перемогу 4:3, його команда не пройшла в 1/8 фіналу і вилетіла з турніру.
25 квітня в поєдинку проти «Рентістаса» (3:1) Дієго дебютував в уругвайській Прімері, замінивши в другому таймі Дієго Форлана. За 10 хвилин Россі забив свій перший гол за «Пеньяроль». У своєму дебютному сезоні Дієго допоміг клубу виграти чемпіонат, хоча зіграв лише у 5 іграх того турніру. З сезону 2017 року Россі став основним гравцем клубу, зігравши 31 матч чемпіонату та забивши 10 голів, і знову став з командою чемпіоном Уругваю.

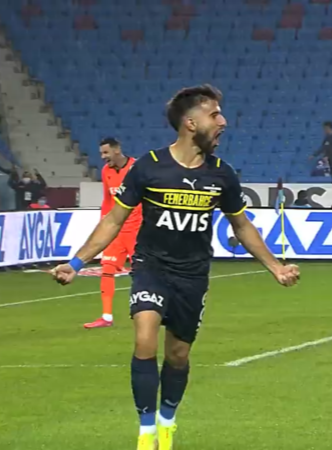
Дієго Россі під час виступів за «Фенербахче».

14 грудня 2017 року Россі перейшов у новостворений клуб MLS «Лос-Анджелес», підписавши контракт за правилом призначеного гравця. Сума трансферу склала трохи менше $4 млн. 4 березня 2018 року він став автором першого голу в історії «Лос-Анджелеса», завдяки якому клуб здобув перемогу у своєму дебютному матчі в лізі, обігравши «Сіетл Саундерз» з рахунком 1:0. 8 серпня у матчі Відкритого кубка США проти «Х'юстон Динамо» він оформив хет-трик. У лютому 2019 року Россі отримав грін-карту і в MLS перестав вважатися іноземним гравцем. 18 липня 2020 року в дербі проти «Лос-Анджелес Гелаксі» в рамках групового етапу Турніру MLS is Back він оформив покер і загалом забивши 7 голів, став найкращим бомбардиром турніру, а його команда вилетіла у чвертьфіналі. Загалом за три половиною роки уругваєць провів за «Лос-Анджелес» 121 матч в усіх турнірах і забив 59 голів.
1 вересня 2021 року Россі був відданий в оренду в турецький «Фенербахче» на один рік з правом викупу. За «Фенербахче» Россі дебютував 12 вересня в матчі проти «Сівасспора», 26 вересня в матчі проти «Хатайспора» забив свій перший гол у Суперлізі. 15 квітня 2022 року «Фенербахче» оголосив про викуп контракту Россі, підписавши з ним трирічну угоду. Станом на 4 липня 2022 року відіграв за стамбульську команду 31 матч в національному чемпіонаті.

## Виступи за збірні
2013 року дебютував у складі юнацької збірної Уругваю (U-15), з якою брав участь у юнацькому чемпіонаті Південної Америки серед 15-річних у Болівії, де забив 3 голи у 4 іграх, але уругвайці не вийшли з групи. За два роки Россі у складі збірної до 17 років взяв участь у юнацькому чемпіонаті Південної Америки в Парагваї, забивши 3 голи у 9 іграх і посівши підсумкове 5 місце. Загалом на юнацькому рівні взяв участь у 54 іграх, відзначившись 21 забитими голами.
Протягом 2015—2020 років залучався до складу молодіжної збірної Уругваю до 20 років, з якою виграв молодіжний чемпіонат Південної Америки 2017 року в Еквадорі, але основним гравцем не був, зігравши лише у 3 іграх без забитих голів. На молодіжному рівні зіграв у 18 офіційних матчах і забив 3 голи.
2020 року з олімпійською збірною Уругваю брав участь у відновленому Передолімпійському турнірі КОНМЕБОЛ, де забив 1 гол, а команда посіла 3-тє місце, втім цього не вистачило для виходу на Олімпіаду.
29 березня 2022 року дебютував в офіційних матчах у складі національної збірної Уругваю в останній грі відбору на чемпіонат світу 2022 року проти Чилі (2:0), оскільки уругвайці вже достроково кваліфікувались у фінальну стадію турніру.
| Дата      | Місто       | Господарі | Результат | Гості     | Турнір            | Голи | Примітки |
| --------- | ----------- | --------- | --------- | --------- | ----------------- | ---- | -------- |
| 29-3-2022 | Сантьяго    | Чилі      | 0 – 2     | Уругвай   | Відбір до ЧС 2022 | -    | 74'      |
| 5-6-2022  | Канзас-Сіті | США       | 0 – 0     | Уругвай   | товариський матч  | -    | 61'      |
| 11-6-2022 | Монтевідео  | Уругвай   | 5 – 0     | Панама    | товариський матч  | 1    | 61'      |
| 27-9-2022 | Братислава  | Канада    | 0 – 2     | Уругвай   | товариський матч  | -    | 82'      |
| 24-3-2023 | Токіо       | Японія    | 1 – 1     | Уругвай   | товариський матч  | -    | 68'      |
| 14-6-2023 | Монтевідео  | Уругвай   | 4 – 1     | Нікарагуа | товариський матч  | -    | 76'      |
| 20-6-2023 | Монтевідео  | Уругвай   | 2 – 0     | Куба      | товариський матч  | -    | 46'      |
| Усього    |             | Матчів    | 7         |           | Голів             | 1    |          |

## Титули і досягнення

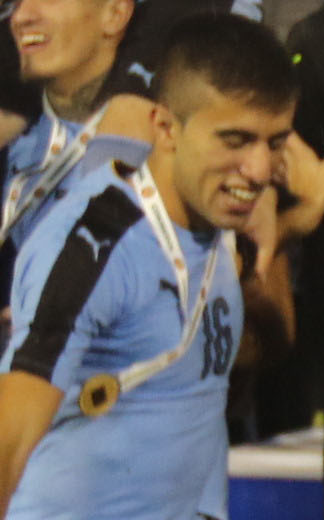
Дієго Россі з золотою медаллю молодіжного чемпіонату Південної Америки 2017 року.

### Командні
- Чемпіон Уругваю (2):

«Пеньяроль»: 2015/16, 2017
- Володар Supporters' Shield (1):

«Лос-Анджелес»: 2019
- Володар Кубка Туреччини (1):

«Фенербахче»: 2022-23

### Особисті
- Учасник Матчу всіх зірок MLS: 2019[19], 2021[20]
- Найкращий бомбардир Турніру MLS is Back: 2020 (7 голів)[21]
- Найкращий молодий гравець Турніру MLS is Back: 2020[22]
- Член символічної збірної Турніру MLS is Back: 2020[23]
- Найкращий бомбардир MLS: 2020 (14 голів)[24]
- Найкращий молодий гравець MLS: 2020[25]
- Член символічної збірної MLS: 2020[26]
- Член символічної збірної Ліги чемпіонів КОНКАКАФ: 2020[27]

## Особисте життя
Россі має італійське походження по батьківській лінії та вірменське походження по материнській лінії. З 2018 року він отримував запрошення виступати за збірну Вірменії, на які він рішуче відмовлявся через бажання виступати за Уругвай. Натомість його молодший брат Ніколас також став професійним футболістом і погодився представляти Вірменію.